# Laurens van den Acker
Laurens van den Acker, né le 5 septembre 1965 à Deurne, est un designer automobile néerlandais, nommé directeur du style de Renault en 2009.

## Biographie

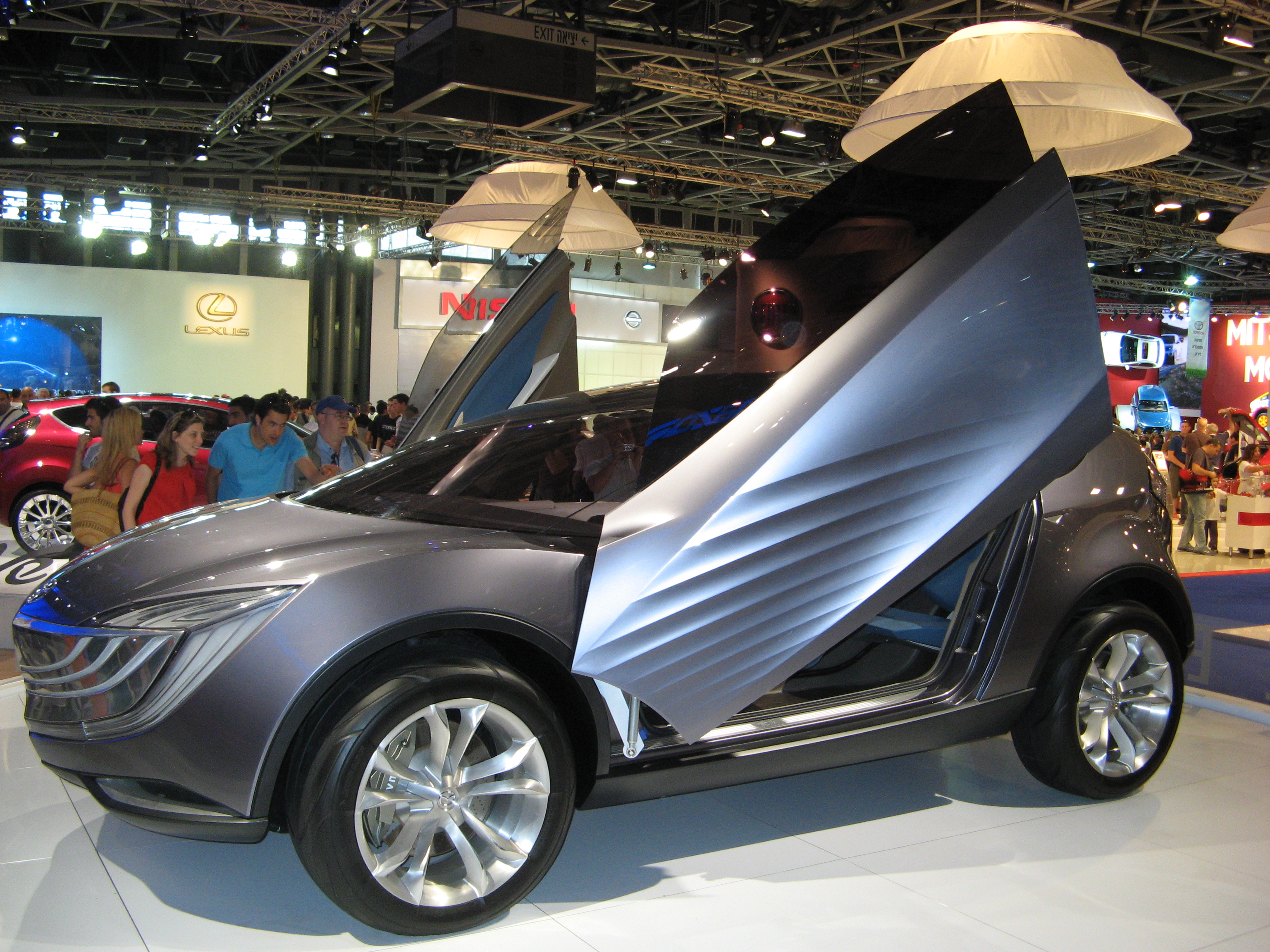
Mazda Hakaze Concept

Fils d'un architecte, Laurens van den Acker a été très tôt sensibilisé à l'esthétisme et à la culture internationale. Il est titulaire d'un diplôme de design industriel de l'université de technologie de Delft.
À 25 ans, il rejoint Turin et travaille chez Design System, un cabinet de design indépendant. Trois ans plus tard, il est recruté par Audi, où il travaille sur le style extérieur des voitures. En 1998, il part à Détroit, chez Ford, où il participe à la définition de la stratégie du design. Il rejoint ensuite le Japon, où Mazda lui confie la responsabilité du design de la marque,.

## Renault
Laurens van den Acker a acquis sa notoriété en France en 2009, lorsqu'il prend la succession de Patrick Le Quément à la direction du design industriel de Renault. Il a pour mission de renouveler le style des véhicules de la marque au losange. Sa signature stylistique sur les modèles français est caractérisée par le "Nœud Papillon" : bandeau noir reliant les phares avant avec en son centre le losange agrandi. Cette signature a été découverte sur la Twingo II phase 2 et la Clio IV, puis étendue progressivement à toute la gamme au fil des restylages et renouvellements de modèles.

### Première marguerite
À partir de 2010, Laurens van den Acker va créer six concept-cars qui vont chacun correspondre à un pétale d'une marguerite symbolisant un moment « du cycle de la vie » (amour, exploration, famille, travail, loisirs et la sagesse) :
- DeZir pour « Love »
- Captur pour « Explore »
- R-Space pour « Family »
- Frendzy pour « Work »
- Twin’run pour « Play »
- Initiale Paris pour « Wisdom »[7]

Cette marguerite de concept-cars initia les nouvelles familles Clio, Captur, Mégane, Scénic, Kadjar, Koleos, Talisman  et Espace.

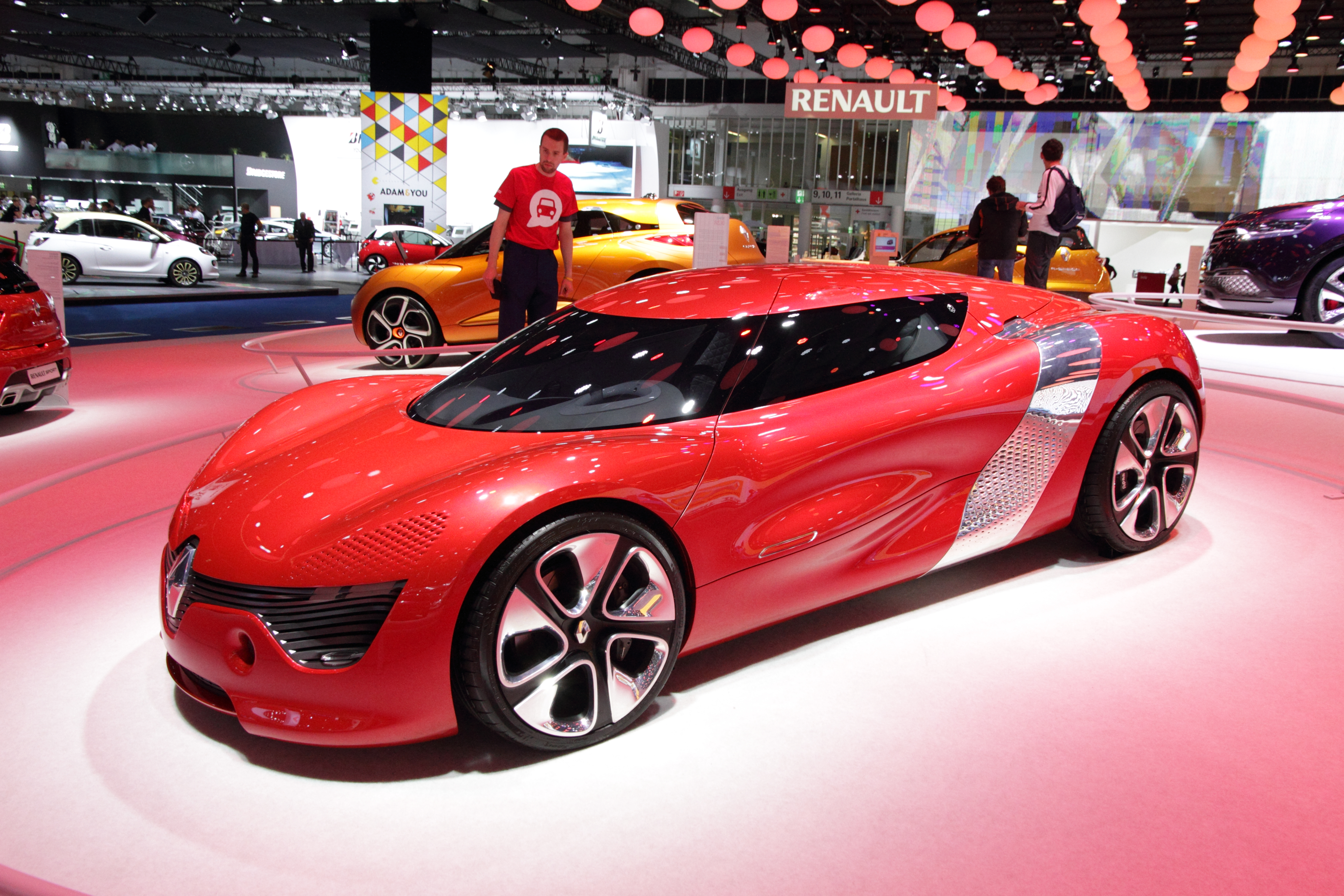
DeZir
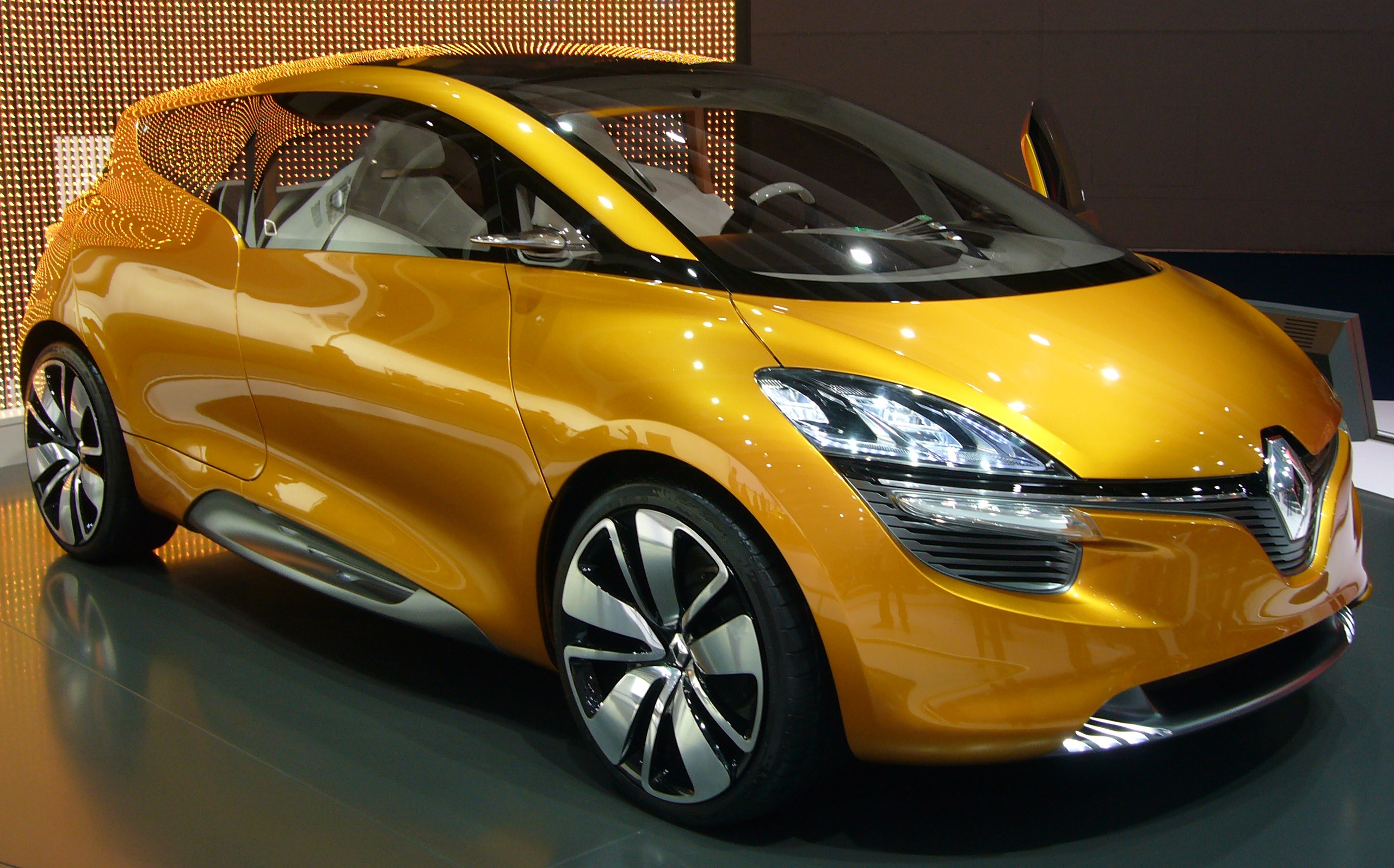
R-Space
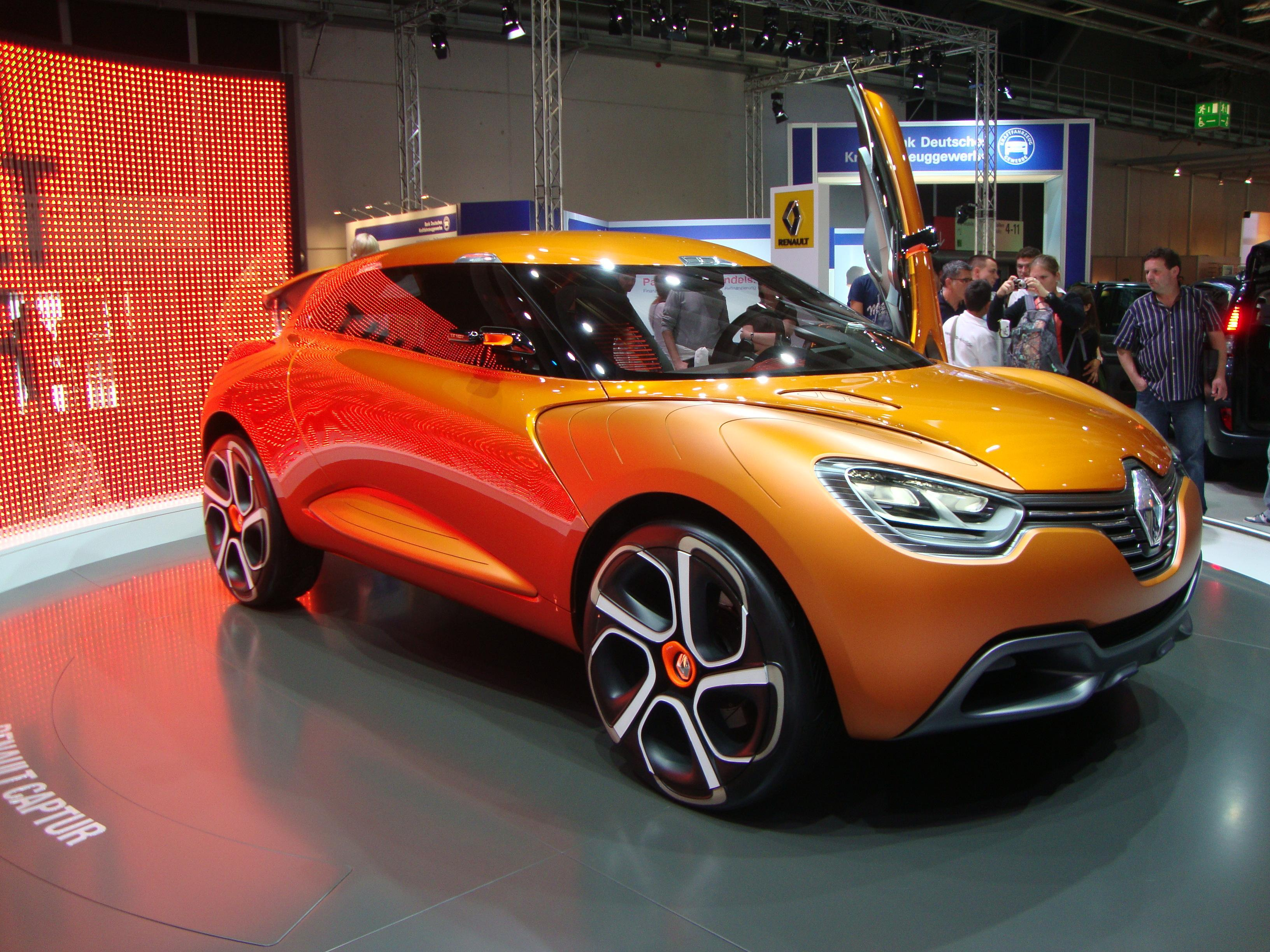
Captur
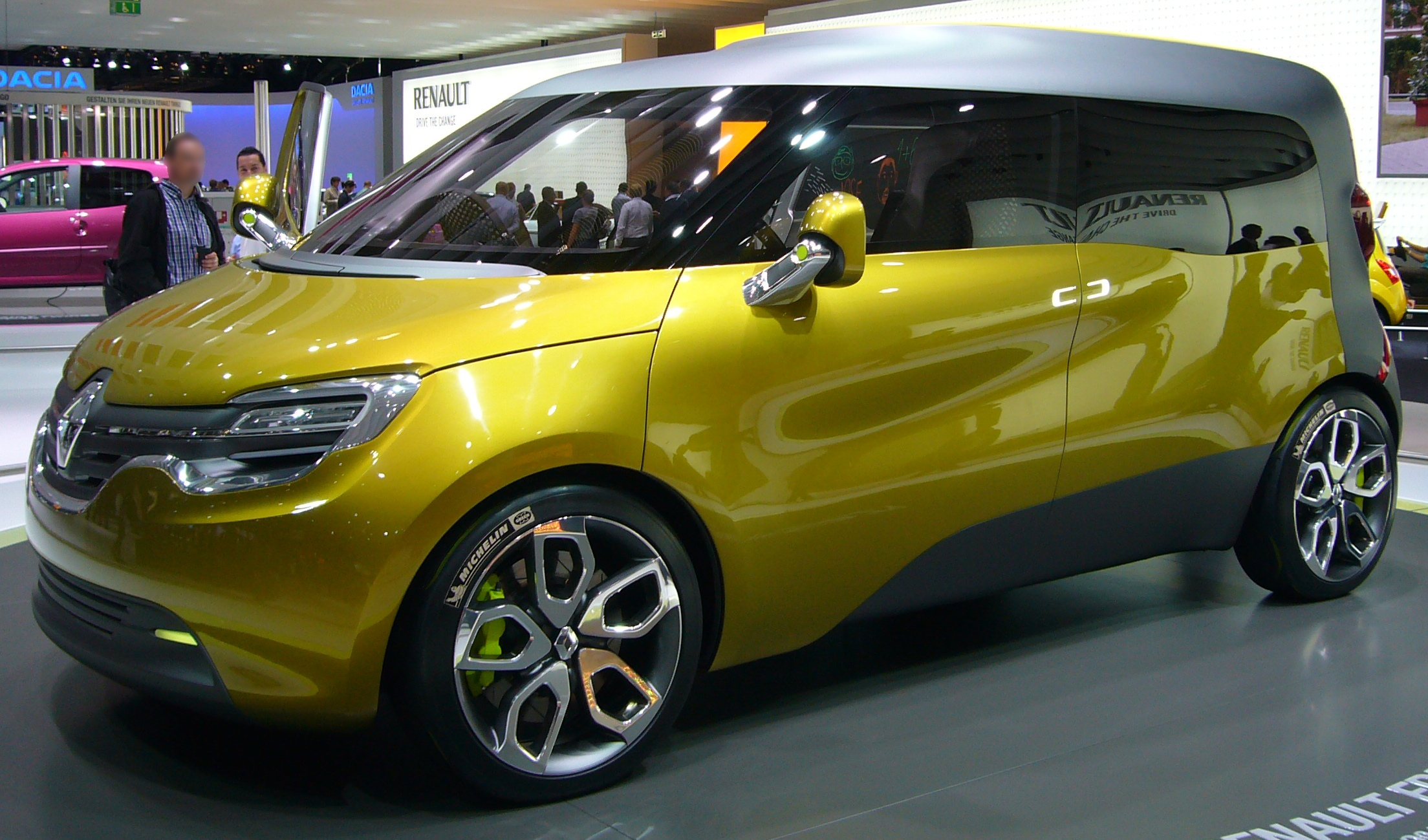
Frendzy
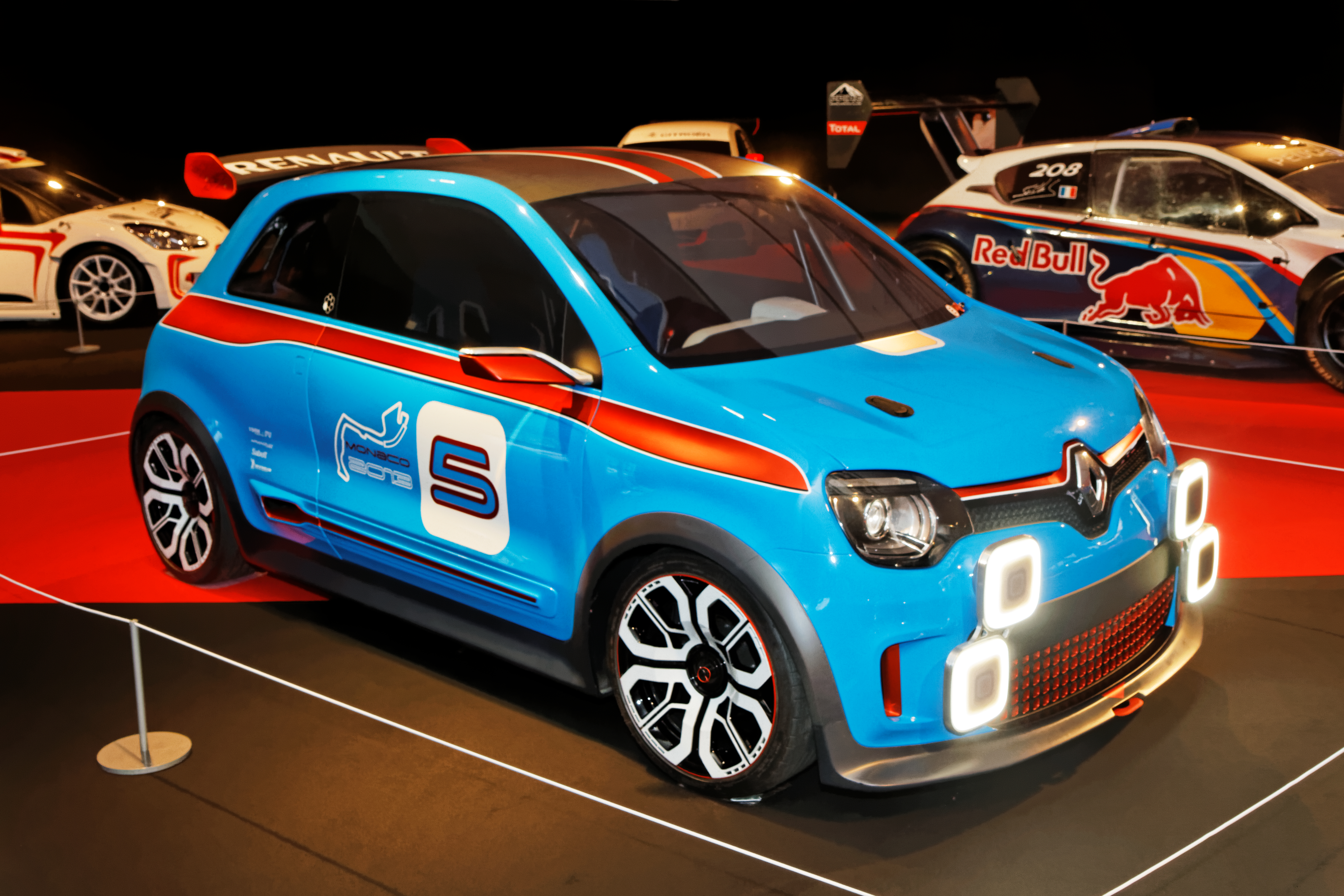
Twin’run
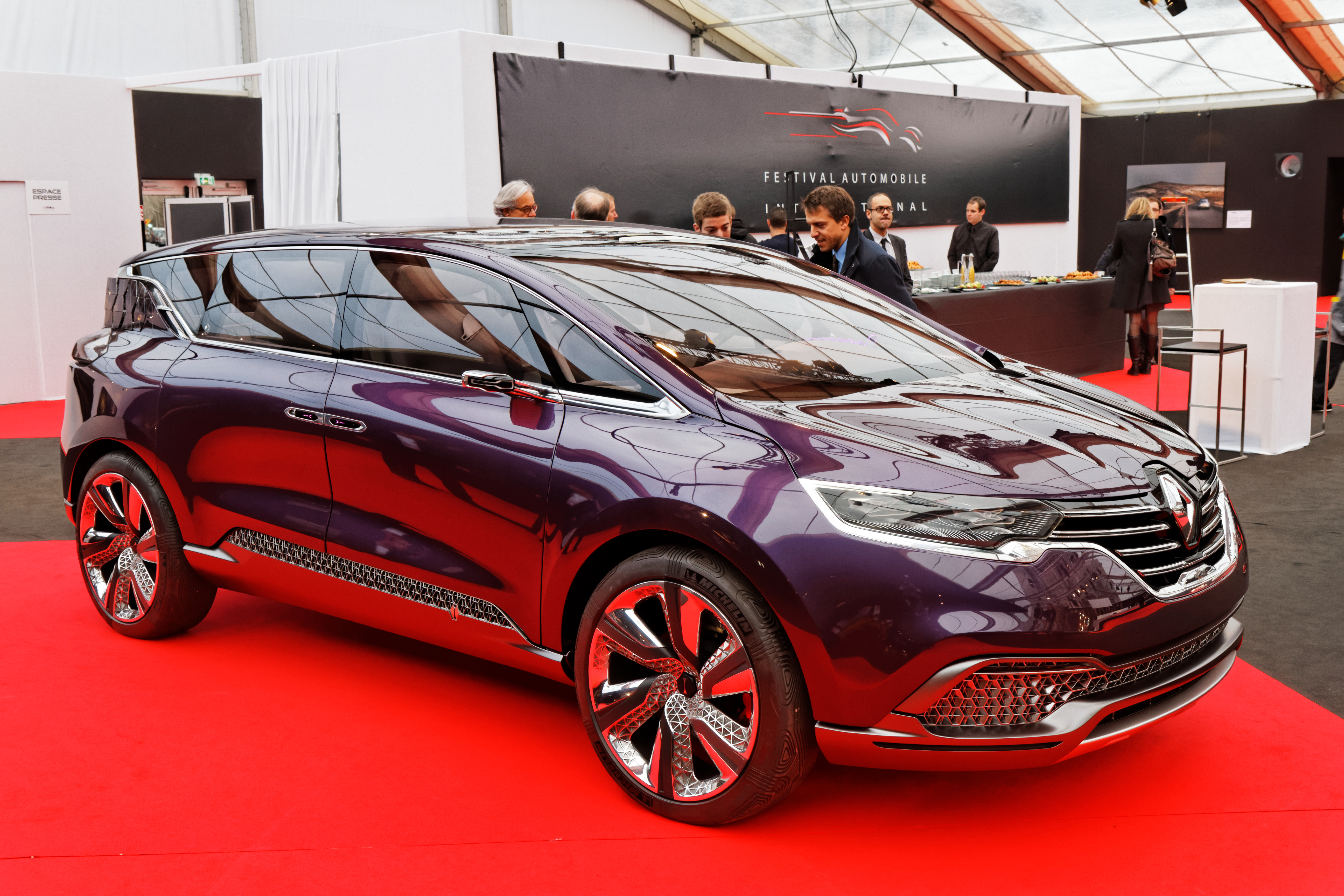
Initiale Paris

### Deuxième marguerite
En 2016, Laurens van den Acker inaugure sa seconde marguerite de six concept-cars, qui débute avec son premier pétale la TreZor et se termine par la Symbioz de 2017.
- TreZor pour « Love »[8]
- Kwid pour « Explore »[10]
- ZOE e-Sport pour « Family »
- Alaskan pour « Work »
- R.S. 2027 Vision pour « Play »
- Symbioz pour « Wisdom »

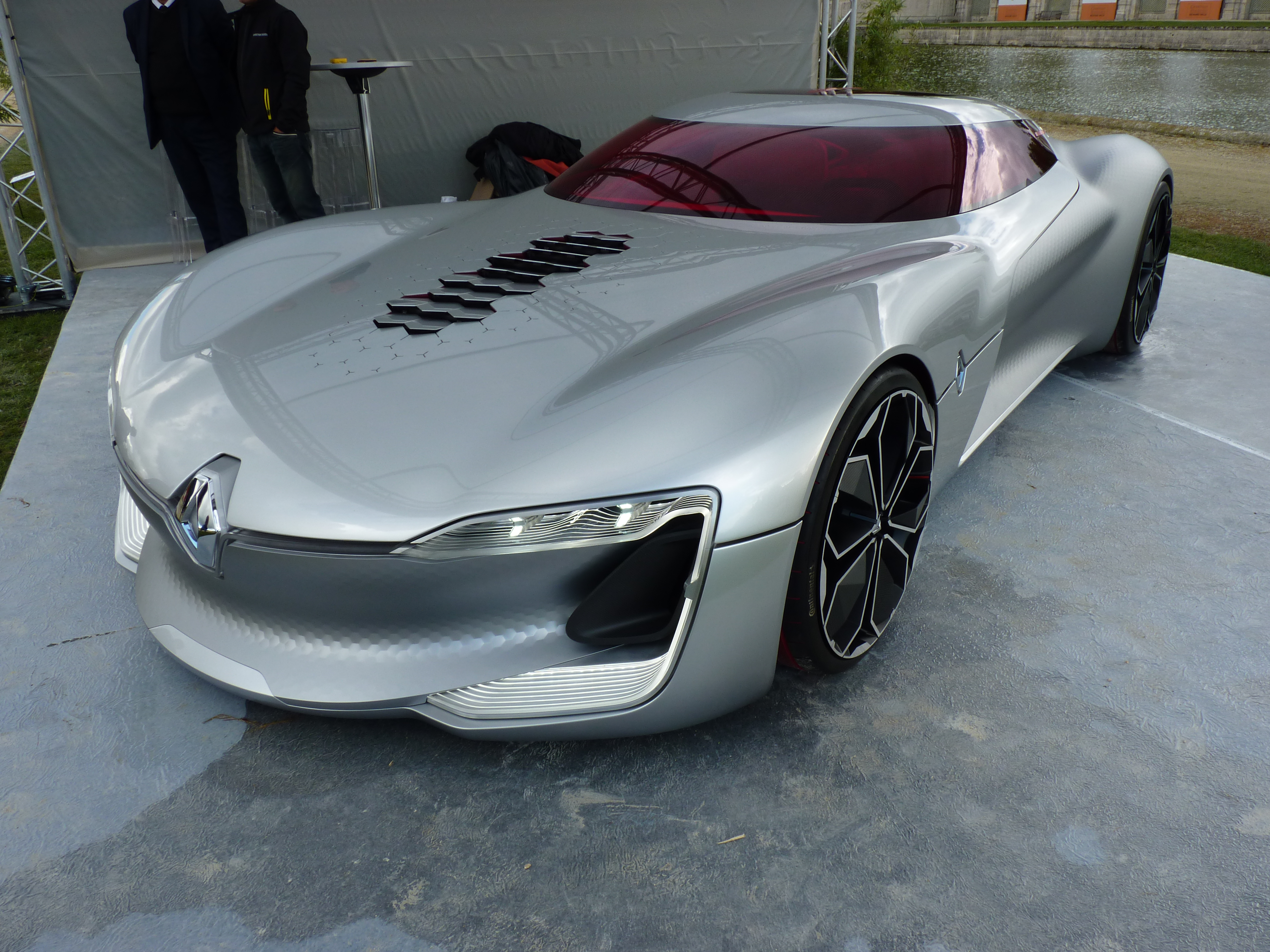
TreZor
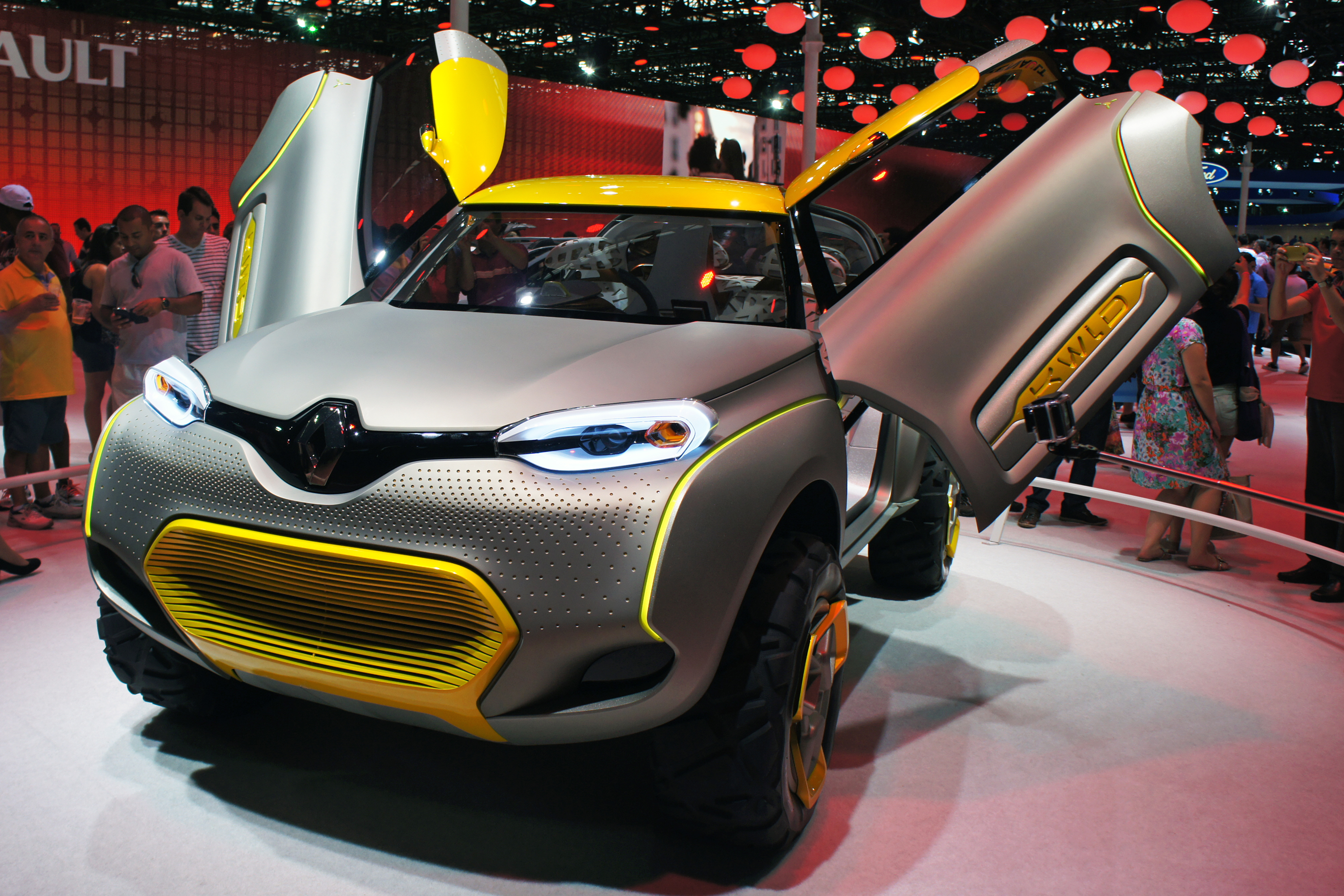
Kwid
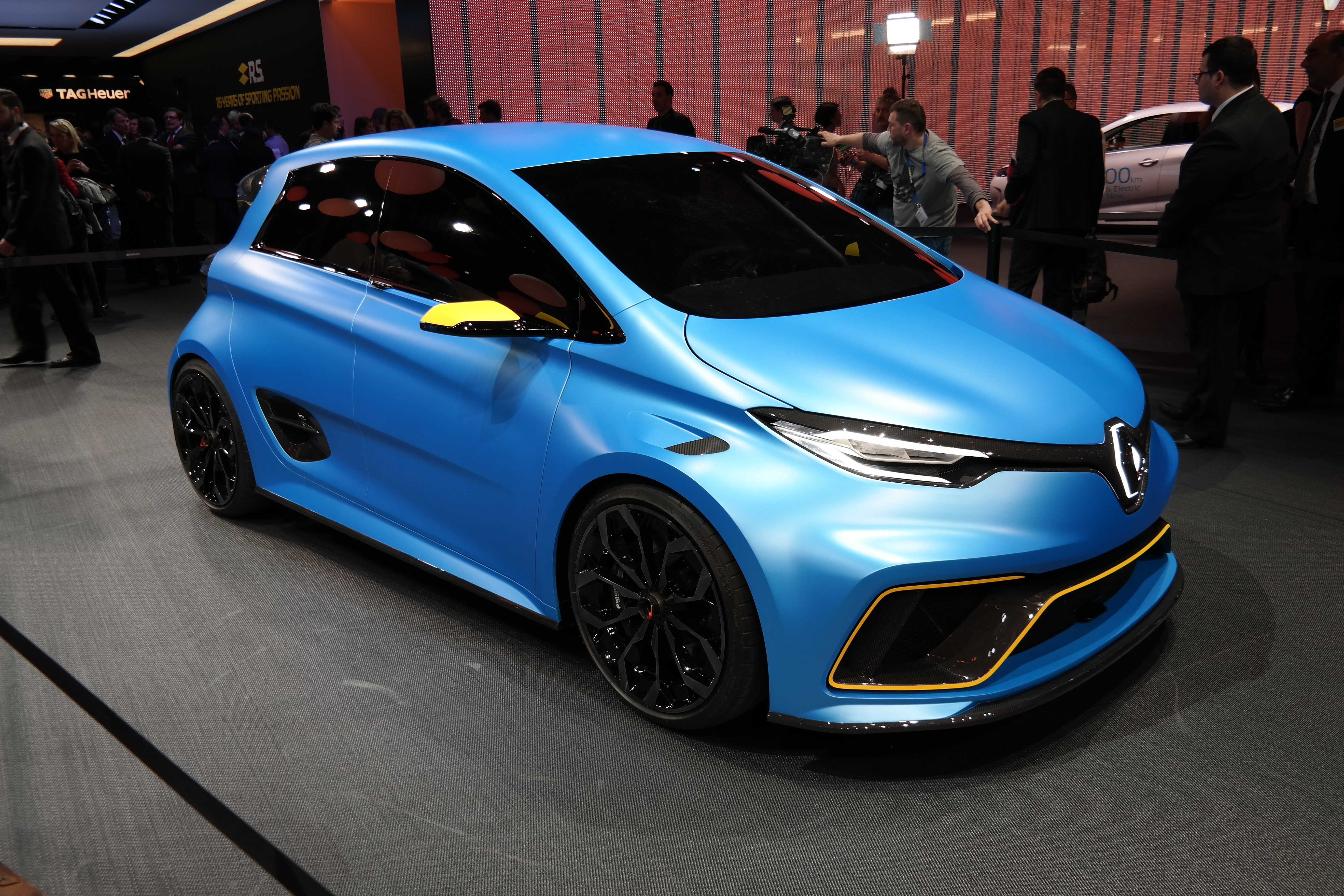
ZOE e-Sport
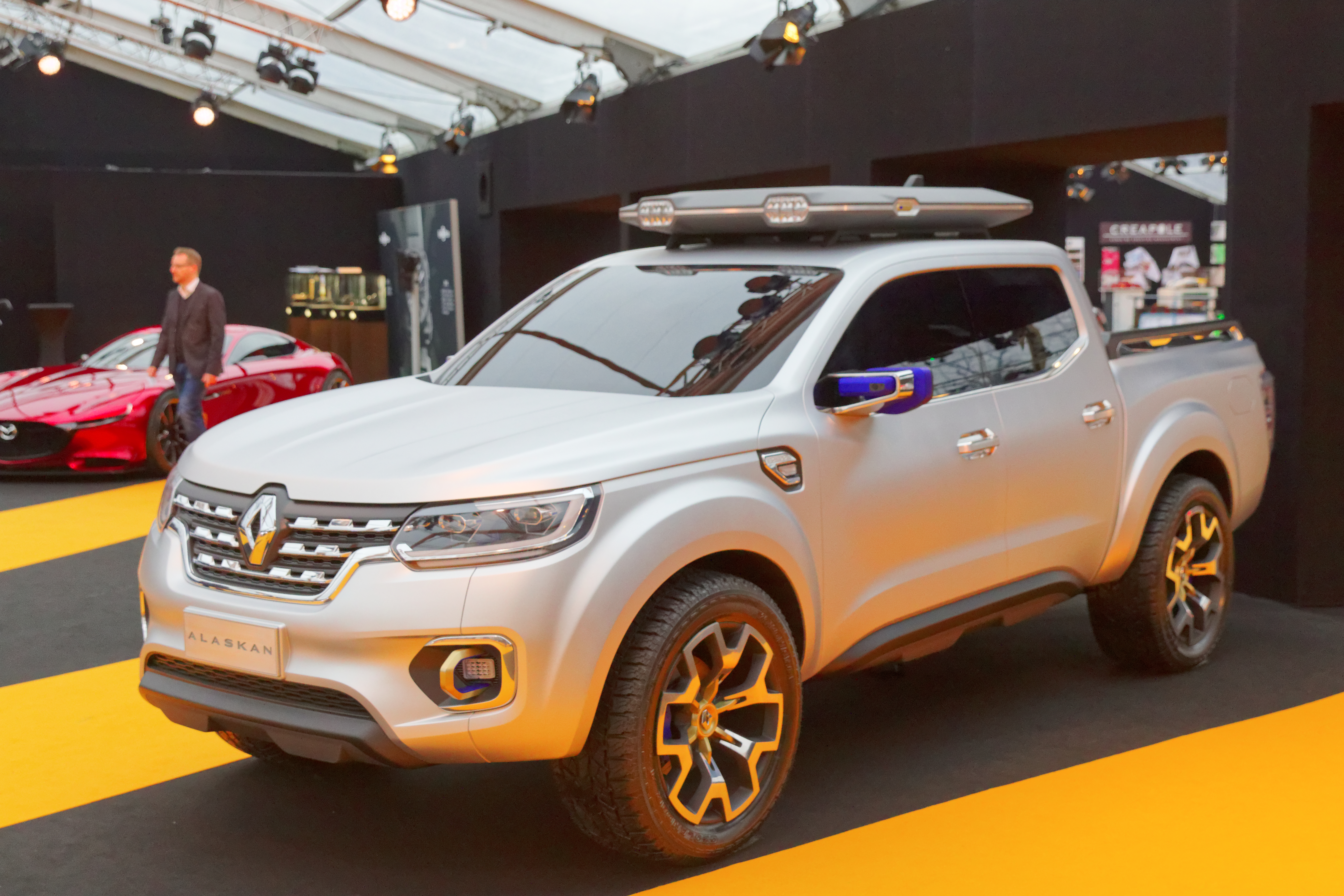
Alaskan
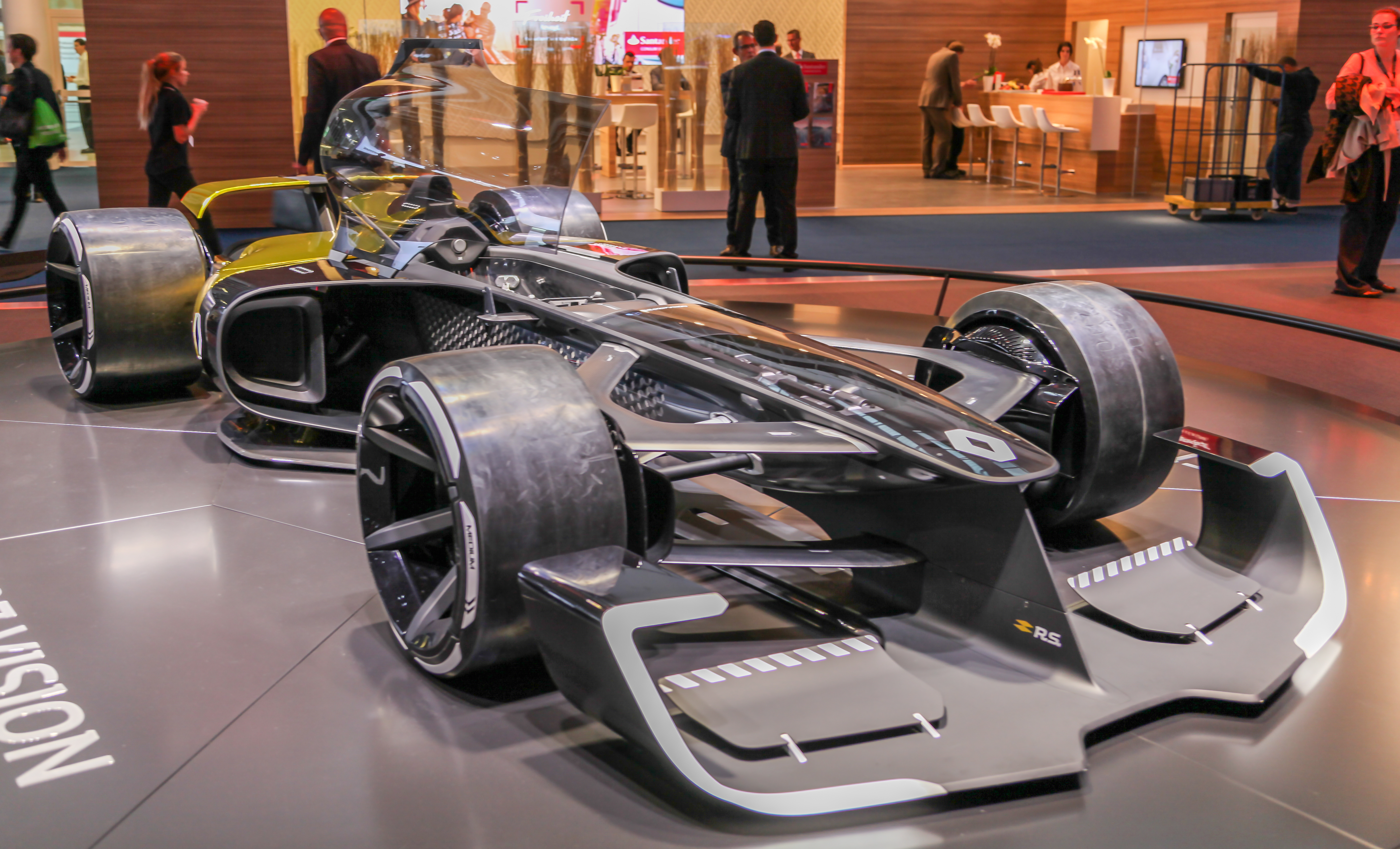
R.S. 2027 Vision
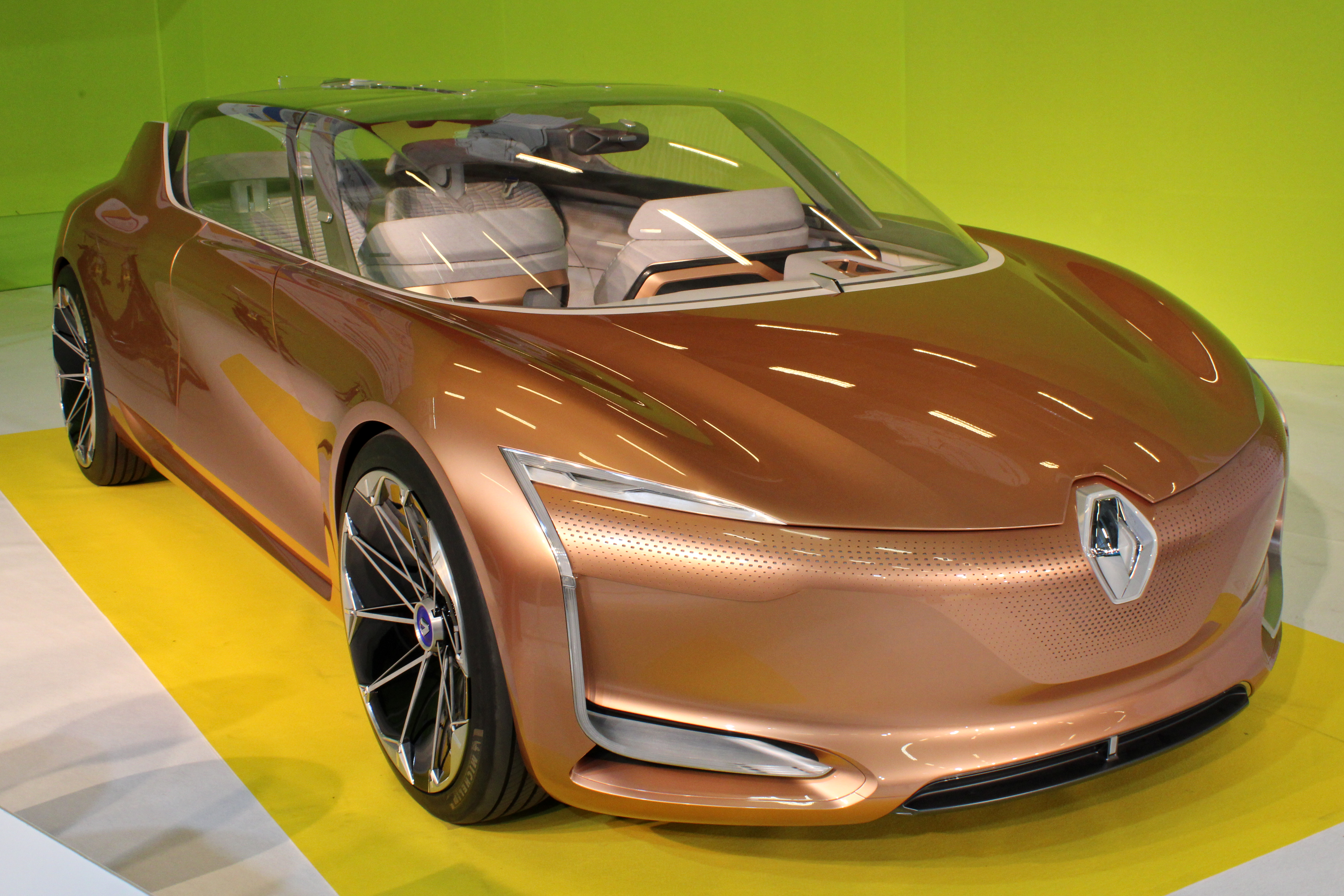
Symbioz

### Troisième marguerite
En 2018, Renault lancera sa troisième marguerite avec la remplaçante de la Clio IV qui avait inauguré la première marguerite. La Clio V inaugurera la nouvelle orientation stylistique de la marque avec moins de rondeurs et plus de simplicité dans les lignes.
- EZ-Pro
- EZ-Go
- EZ-Ultimo
- EZ-Flex
- EZ-POD
- Morphoz

## Récompenses
- « Designer de l’année 2016 » par Autocar à Silverstone (Royaume-Uni)[12].
- « Grand prix du design 2016» au Festival international de l'automobile[13] à Paris.